# Justin Clérice

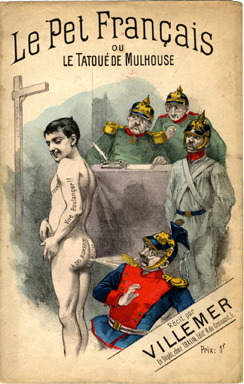
Imatge escatològica feta per la casa Clérice Frères de la qual n'era un dels titulars Justin Clérice.

Justin Clérice (Buenos Aires, (Argentina), 16 d'octubre de 1863 - Tolosa, França, 9 de setembre de 1908) fou un compositor i dibuixant francès.
De pares francesos va fer els primers estudis en la seva ciutat natal, i als divuit anys passà a París ingressant en el conservatori on tingué per mestres a Léo Delibes i a Émile Pessard.Es donà a conèixer el 1887 amb una òpera còmica titulada Le Meunier d'Alcala, que s'estrenà a Lisboa, i després va compondre nombrosos balls i operetes, representades amb èxit en els teatres de París, entre elles:
- M. Huchot (1889),
- Figarello (1889),
- Au pays noir (1891),
- Le 3r. Hussards (1894),
- Phrynette (1895),
- Leda (1896),
- Paire (1897),
- Le Roi Carnaval (1900),
- Une tête a Roma (1900),
- Vestales (1900),
- Vercingétorix (1900),
- Un ordre de l'empéreur (1902),
- Otero chez elle (1904),
- Mimosa (1904),
- Les Robinsonnez (1904),
- Le Béguin de Messaline (1904),
- Le voyage de la mariée (1904),
- Les filles Jackson et Cia. (1905),
- Au temp jadis (1905),
- Paris s'amuse (1905),
- Timbre d'or (1906).

El nom Clérice Frères (Clérice Germans), representa diversos il·lustradors francesos de la mateixa família - Charles Clérice (1860-1912), Justin Clérice (1863-1908), Victor Clérice (1880-?) i François Clérice (1882-?) - que, a la fi del segle xix, entre d'altres s'especialitzen en la producció de cartells i partitures musicals populars i, de vegades obscenes i escatològiques.